# پرفشار کالاهاری
پرفشار کالاهاری (انگلیسی: Kalahari High) یک واچرخند است که در زمستان بر روی بخش‌های داخلی جنوب آفریقا شکل گرفته و یک ناوه تابستانی را جایگزین می‌کند. این مرکز پرفشار بخشی از سامانه پشته جنب‌حاره‌ای و عامل خشک و بیابانی‌بودن بیابان کالاهاری است. پرفشار کالاهاری لبه در حال فرونشینی سلول هادلی به‌شمار می‌رود.